# 宮城教育大学附属小学校
宮城教育大学附属小学校（みやぎきょういくだいがくふぞくしょうがっこう）は、宮城県仙台市青葉区上杉六丁目にある国立小学校である。宮城教育大学の附属小学校である。
宮城県内では唯一の国立小学校である。

## 沿革
- 1874年（明治7年）4月 - （旧）官立宮城師範学校の附属小学校として設置。
- 1878年（明治11年）3月4日 - 宮城県師範学校に移管。宮城県師範学校は、以後、公立宮城師範学校、宮城県尋常師範学校、宮城県師範学校、宮城師範学校と改称・改組するも、附属小学校は存続。
- 1945年（昭和20年）
  - 7月10日未明 - 仙台空襲
  - 7月下旬 - 現在の宮城県加美郡宮崎に集団疎開[1]。
  - 8月15日 - 終戦
- 1949年（昭和24年）5月31日 - 宮城師範学校が東北大学に包括され、東北大学教育学部附属小学校となる。
- 1967年（昭和42年）4月1日 - 宮城教育大学に移管され、宮城教育大学附属小学校となる。

## 入学試験
同一敷地内南方には宮城教育大学附属幼稚園があり、小学入学者の約半数が附属幼稚園出身である。附属幼稚園出身者にも外部幼稚園からの入学者と同内容の入学試験が課せられるものの、現在は希望者全員が小学校に入学可能である。附属幼稚園以外出身の者は簡単な知能検査のほかに「抽選」を行い入学者が決定される。
同一敷地内に宮城教育大学附属中学校が併設するのでほとんどは連絡進学する。不合格にはならない。
同小学校の児童が、他の中学校を受験する場合、その合格不合格に関わらず附属中学校への進学が認められないのである。

## 他の宮城教育大学附属校との関わり
幼稚園、小学校、中学校が同一敷地内にあるが、各校の交流は殆ど行われていない。夏と秋の年に2度の避難訓練のうち秋の避難訓練を3校合同で行ったり、中学校の保育の実習を幼稚園で行う。その他にも、附属中学校から合唱の発表会がある。また教育大学附属校のため、公開研究会などが行われるが、その際は各学校間でパイプ椅子の貸し借りが行われる。小学校は明治7年創立である。校歌も厳かな歌詞であり、比較的厳格な教育が行われている。一方の中学校は、新制中学校として戦後に創立されたためか、校歌も朗らかなメロディであり、比較的自由な校風となっている。
校舎の北西部には仙台市立上杉山中学校があり、附属中学校を挟んで西隣には東北大学農学部、附属幼稚園を挟んで東隣には宮城県立視覚支援学校、宮城県視覚障害者情報センターがあり、本校がある地域は複数の文教施設が密集する文教地区である。近隣にある上杉山通小学校は歴史も古く、仙台市内の良家の子女や著名文化人、スポーツ選手の子弟が通学するなど附属小学校と並んで「仙台の名門小学校の双璧」と称され、また附属小学校生の多くが進学する附属中学校と上杉山通小学校の卒業生が進学する上杉山中学校は、共に市内有数の進学実績を誇り、その上治安も良好という、似通った性格を持っているためか、附属四校園が所在する上杉地区は、近年では教育熱心な家庭が子供の小学校入学を機会に、上杉地区は仙台市内から挙って転居する名門文教地区となっている。
こういった家庭をターゲットにした、近年の上杉地区における財閥系マンションディベロッパーのマンション新築ラッシュが続いた。宮城県庁、宮城県警、仙台市役所を近隣学区に持ち街の都心部にあるにもかかわらず、仙台市内一の小中学生の居住割合の多さを誇るのは、こういった背景からくるものであると思われる。
その為か附属校園付近は複数の学習塾が林立している。

## 交通アクセス
附属小学校・中学校では自家用車での送迎を禁止しており、児童・生徒はほぼ全員バス、地下鉄、JR仙山線を利用して通学している。自家用車での送迎が禁止されている理由は、附属池田小事件の影響で自動車の校内道路への入構を制限していること、周辺道路（北七番丁通り、中杉山通り）は狭い道に歩道を整備しているため送迎による駐停車を行うと近隣住民に迷惑がかかるからである。
学校へのアクセスが最も便利なのは仙台市営バスで、北六番丁通りに毎時6本、愛宕上杉通りに毎時4本のバスが設定されている。JR・地下鉄の最寄駅（東照宮・北仙台・北四番丁）もそれぞれ徒歩10～15分と比較的近く、交通の便は市内では比較的良好な部類に入る。
- 仙台市営バスを利用する場合
  - 仙台駅前（仙台ロフト前）18･19番乗り場、「東仙台営業所」「市役所経由鶴ヶ谷七丁目」「高松･安養寺二丁目」のいずれかのバスに乗車。附属小学校前下車、徒歩1分。
  - 朝夕の時間帯は広瀬通一番町、仙台二高、大学病院方面からも本校へ直通するバスが運行されている。
- 宮城交通バスを利用する場合
  - 仙台駅前（西口バスプール）「上杉経由宮城学院」「上杉経由宮城大学」のいずれかのバスに乗車。仙台放送前または上杉山中学校前下車、徒歩3～5分。
- JR仙山線を利用する場合
  - 最寄り駅：東照宮駅…徒歩10分
  - 北仙台駅…徒歩15分
- 仙台市地下鉄南北線を利用する場合
  - 最寄り駅：北四番丁駅・北仙台駅…徒歩15分（本校と両駅の距離はほぼ同じである。）
- 仙台駅からタクシーを利用する場合
  - 「二本杉通り・視覚支援学校（旧盲学校）前」経由が最短ルート。ただし乗車場所によっては「愛宕上杉通り」経由の方が早い場合もある。
  - 本校から仙台駅に向かう場合は、正門前からほぼ直線ルートの「光禅寺通り」経由が一般的であり、運賃もこちらの方が安い。

## 著名な出身者
- 角谷正彦（元国税庁長官）
- 小野寺正（元KDDI社長、元電気通信事業者協会会長）
- 林隆三（俳優・ナレーター）
- 岩田華怜（女優、元AKB48）[2]

## 系列校
|            | 普通学校                                                                                            | 特別支援学校                                                                                                   |
| ---------- | --------------------------------------------------------------------------------------------------- | --- |
| 高等学校   | －                                                                                                  | 宮城教育大学附属特別支援学校高等部（北緯38度15分38.2秒 東経140度50分3.8秒 / 北緯38.260611度 東経140.834389度） |
| 中学校     | 宮城教育大学附属中学校（北緯38度16分38.2秒 東経140度52分33.2秒 / 北緯38.277278度 東経140.875889度） | 宮城教育大学附属特別支援学校中学部                                                                             |
| 小学校     | 宮城教育大学附属小学校（北緯38度16分41秒 東経140度52分32.6秒 / 北緯38.27806度 東経140.875722度）    | 宮城教育大学附属特別支援学校小学部                                                                             |
| 幼稚園     | 宮城教育大学附属幼稚園（北緯38度16分39秒 東経140度52分37.4秒 / 北緯38.27750度 東経140.877056度）    | － |
| キャンパス | 上杉キャンパス                                                                                      | 青葉山キャンパス                                                                                               |